# Gančani
Gančani (węg:: Lendvarózsavölgy) – miejscowość w Słowenii w gminie Beltinci.